# トーマス・J・ライアン
トーマス・ジョン・ライアン・ジュニア（Thomas John Ryan, Jr., 1901年8月5日-1970年1月28日）は、アメリカ合衆国の海軍軍人、最終階級は海軍少将。名誉勲章受章者。
平時の行為における名誉勲章受章者の一人で、1923年の関東大震災において人命救助を行った行為により受章した。第二次世界大戦ではソロモン諸島の戦いで日本艦隊と交戦し、大戦終結後には法務官として日本が絡んだ事案にかかわった。

## 生涯
1901年8月5日、ルイジアナ州ニューオーリンズに生まれる。チュレーン大学を経て海軍兵学校（アナポリス）に進み、1921年に卒業。卒業年次から「アナポリス1921年組」と呼称された。アナポリス卒業後、ライアンは候補生を経て少尉に任官し、軽巡洋艦「セーラム」 (USS Salem, CL-3) に配属。以降、駆逐艦「ゼイン」 (USS Zane, DD-337) 、給炭艦「アバレンダ」 (USS Abarenda, AC-13) に乗艦した。1922年11月、ライアンは日本語習得を目的とする武官としてアーサー・マッカラム少尉とともに東京の日本大使館に派遣され、翌1923年6月に中尉に昇進した。

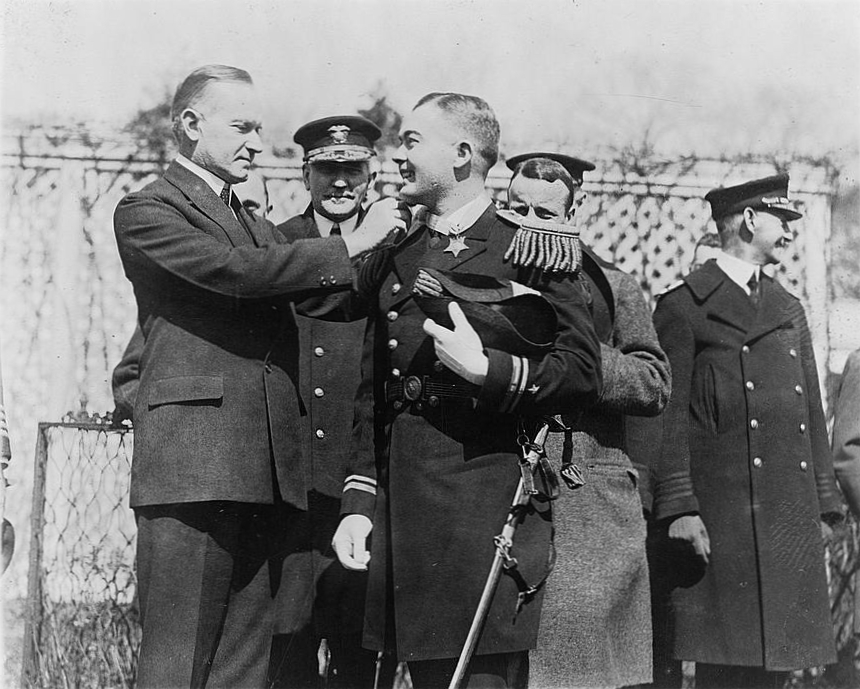
クーリッジ大統領から名誉勲章を授与されるライアン

1923年9月1日、関東大震災が発生。この日のライアンは横浜にいた。ライアンはわが身の危険を顧みず、震災で倒壊炎上したグランドホテルに入り、スラック夫人を救出した。この行為が「突発的な英雄的行為」と評価されライアンに名誉勲章が授与され、ライアンは1920年から1940年から戦間期の間に名誉勲章を受章した18人の一人となった。1924年3月15日、帰国したライアンはカルビン・クーリッジ大統領から名誉勲章を授与された。帰国後は、ホワイトハウスに詰めて大統領補佐官、哨戒ヨット「メイフラワー」 (USS Mayflower, PY-1) 、駆逐艦「ブルース」 (USS Bruce, DD-329) 勤務を経て、1927年に中尉に昇進した。
1928年夏、ライアンはワシントンD.C.の海軍省法務局で部長職を務め、のちにジョージ・ワシントン大学で法学士号を取得した。1931年7月には戦艦「アリゾナ」 (USS Arizona, BB-39) に配属となり、その後は海軍大学校のジュニア課程に進んで1935年6月に修了。ロードアイランド州ニューポートの海軍訓練施設勤務を経て1936年6月からは戦闘艦隊補佐官および旗旒担当士官となり、少佐に昇進後の1940年1月には駆逐艦「ヘイル」 (USS Hale, DD-133) 艦長となったあと、ワシントンに戻って海軍作戦部艦隊運用保守部門のトップを務め、1941年7月に中佐に昇進した。
真珠湾攻撃後の1942年6月、大佐に昇進したライアンは第24駆逐群司令、次いで第21駆逐群司令となる。ライアンは駆逐群を率い、ウィリアム・ハルゼー大将（アナポリス1904年組）率いる南太平洋軍に属してソロモン諸島の戦いに加わった。1943年7月12日夜から13日に起こったコロンバンガラ島沖海戦では、ウォルデン・L・エインズワース少将（アナポリス1910年組）率いる第36.1任務群の後衛として海戦に参加したが、指揮下の駆逐艦「グウィン」 (USS Gwin, DD-433) が巡洋艦群の前を乱した挙句、第二水雷戦隊（伊崎俊二少将）の雷撃で沈没する損害を受けた。1か月後の8月17日には、第21駆逐群第41駆逐隊を率い、ベララベラ島への輸送を掩護する第三水雷戦隊（伊集院松治大佐）と交戦する（第一次ベララベラ海戦）。海戦では駆潜特務艇2隻と大発動艇1隻を撃沈し、駆逐艦「浜風」と「磯風」に命中弾を与えたが、決定的な海戦とはならなかった。ライアンは6月30日のレンドバ島攻撃および7月のベララベラ島近海の戦闘が評価され、海軍十字章を2個受章した。このあと、ライアンは中部太平洋戦線に移り、レイモンド・スプルーアンス中将（アナポリス1907年組）率いる第5艦隊の第5水陸両用戦部隊のスタッフとなってギルバート諸島攻略のガルヴァニック作戦に参加した。ライアンの第二次世界大戦での水上勤務は、第5艦隊がハルゼーの第3艦隊と交代した1944年8月で終わった。
本国に戻ったライアンは、1946年初頭までアナポリスで兵器と砲術担当部長を務めたが、その間、法務官の資格をもって一つの軍法会議に関わることとなった。1945年7月30日、重巡洋艦「インディアナポリス」 (USS Indianapolis, CA-35) は伊号第五八潜水艦（伊58）の雷撃で沈没し、艦長だったチャールズ・B・マクベイ3世大佐（アナポリス1920年組）は魚雷の回避に有効といわれるジグザグ航行を怠った点と退艦命令を出す時期を逸した点を罪とされ、軍法会議にかけられた。ライアンは1期上のマクベイとは25年来の付き合いであった。証人としてワシントンに呼ばれた橋本以行中佐によれば、ライアンは検事として軍法会議に参加しており、証人尋問の下調べを行った。軍法会議とアナポリスでの職務を終えたあと、1946年3月には軽巡洋艦「プロビデンス」 (USS Providence, CL-82) 艦長となった。同じ年の12月にはニューオーリンズの第8海軍区監督官に転じ、ガルフ地区部隊海上輸送部隊副司令官が最後の職務となった。1950年6月、ライアンは少将に名誉昇進の上、退役した。ライアンは1970年1月28日に68歳で亡くなり、アーリントン国立墓地に埋葬されている。